# Мала Садова вулиця (картина)
«Мала Садова» — картина російського радянського художника  Олександра Михайловича Семенова (1922-1984), на котрій автор подав вид на Малу Садову вулицю в Ленінграді кінця 1970-х років.

## Сюжет
У створі вулиці на картині видно Невський проспект, за ним площа Островського з Катерининським сквером і пам'ятником Катерині II (скульптори М. О. Микешин, М. А. Чижов, архітектори В. А. Шретер, Д. І. Грімм). На задньому плані видно величний фасад Александрінського театру (архітектор Карл Россі) з колонадою, портиком і квадригою Аполлона на аттику головного фасаду. Рожевий будинок з башточкою на розі Малої Садової (будинок 3) і Невського проспекту (будинок 54) відомий як будинок, в якому було фотоательє Карла Булли.
Ліворуч на протилежному боці Малої Садової (будинок 8) і Невського (будинок 56) видно Будинок торгового товариства «Брати Елисеєви» ( архітектор Г. В. Барановський). У 1999 році після завершеної реконструкції вулиця Мала Садова була перетворена в пішохідну зону. Вулицю замостили плиткою, прибравши поділ на тротуари і бруківку, побудували фонтан - каскад «Обертова куля», поставили лави та освітлювальні ліхтарі. Таким чином, картина А. Семенова дає уявлення  про нині втрачений вигляді однієї з найкрасивіших вулиць Петербурга-Ленінграда.

## Історія
Картина «Мала Садова» написана Семеновим в найкращий період кар'єри, за п'ять років до смерті художника.
Вперше робота експонувалася  1987 року на посмертній виставці творів А. М. Семенова в залах Ленінградського Союзу художників, показаної потім у містах Ленінградської області. У середині 1990-х картина «Мала Садова» була показана на виставках «Ленінградські художники. Живопис 1950-1980 років» (1994, Виставковий центр Петербурзького Союзу художників), «Живопис 1940-1990 років. Ленінградська школа» (1996, Меморіальний музей М. А. Некрасова). Петербурзькі газети «Невське час», «Зміна», що висвітлювали виставки, помістили у своїх статтях репродукції картини «Мала Садова» Олександра Семенова.
На початку 1980-х репродукція картини «Мала Садова» була надрукована державним видавництвом «Художник РРФСР» для масового поширення в СРСР. У 2005 американська компанія Soicher-Marin, Inc. випустила постер із зображенням картини Семенова «Мала Садова», що поширювався в США і по всьому світу. У 2007 році картина «Мала Садова» Олександра Семенова була відтворена у книзі «Невідомий соцреалізм. Ленінградська школа». Також вона була обрана видавцями для винесення на суперобкладинку цього альбому.